# Cerkiew św. Paraskiewy w Samborzu
Cerkiew pod wezwaniem św. Paraskiewy – prawosławna cerkiew parafialna w Samborzu. Należy do dekanatu Wrocław diecezji wrocławsko-szczecińskiej Polskiego Autokefalicznego Kościoła Prawosławnego.
W latach 1954–2016 świątynia prawosławna mieściła się w poewangelickiej kaplicy (13 m²), znajdującej się w budynku mieszkalnym z początku XX wieku. Wewnątrz znajdował się współczesny ikonostas i skromne wyposażenie. Obiekt posiadał niewielką kopułkę.
W 2015 rozpoczęto budowę wolnostojącej cerkwi. Do września 2016 świątynia została wzniesiona; obecnie trwa kompletowanie wyposażenia, w tym ikon do ikonostasu. 18 września 2016 w nowej cerkwi po raz pierwszy celebrowano Boską Liturgię. W kwietniu 2017 na budynku cerkiewnym umieszczono dwa sześcioramienne krzyże oraz zainstalowano dzwon.
W 2017 r. wokół posesji cerkiewnej zbudowano metalowe ogrodzenie.
Świątynia została konsekrowana 2 czerwca 2018 r. przez arcybiskupa wrocławskiego i szczecińskiego Jerzego.